# کهنه‌سرباز (فیلم ۲۰۱۵)
کهنه‌سرباز (کره‌ای: 베테랑; لاتین‌نویسی اصلاح‌شده: Beterang) یک فیلم اکشن کمدی محصول کره جنوبی سال ۲۰۱۵ به کارگردانی ریو سونگ-وان است. این فیلم تعداد ۱۳٫۴ میلیون بلیت فروخته‌است. کهنه‌سرباز همچنین برندهٔ جایزهٔ کاسا آسیا در جشنواره فیلم سیتخس شده‌است.

## بازیگران
- هوانگ جونگ-مین در نقش سو دو-چول[۱۰]
- یو آه-این در نقش جو ته-اوه[۱۱][۱۲][۱۳]

## دنباله
ریو سونگ-وان و کمپانی تولیدی فیلم‌میکر آراَندکِی موافقت خود را برای ساخت یک دنباله تأیید کردند که قرار بود در عرض دو یا سه سال پس از اعلامیه به سینماها راه یابد.